# Alexander Weber
Alexander Weber (Bielefeld, 4 gennaio 1978) è uno schermidore tedesco, specializzato nella sciabola. Ha vinto una medaglia di bronzo nella scherma ai Giochi della XXVII Olimpiade..
Partì dalla germania verso la fine del 2004 stabilendosi in Argentina dove ottenne il permesso di soggiorno cambiando il proprio nome in Alexander Achten. Dal 2005 fa parte della squadra nazionale di scherma.